# The Taking of Pelham One Two Three (1974)
The Taking of Pelham One Two Three é um filme estadunidense de 1974 do gênero policial, dirigido por Joseph Sargent e produzido por Edgar J. Scherick. O roteiro de Peter Stone adapta a novela homônima de Morton Freedgood (que usou o pseudônimo de John Godey) e, apesar da história violenta, usa de muito sarcasmo e humor negro nos diálogos entre os personagens.
Houve refilmagens para a TV em 1998 e para o cinema em 2009.

## Sinopse
Na agitada cidade de Nova Iorque, quatro homens fortemente armados (que chamam a si próprios com nomes em inglês de cores - Mister Blue ou "Senhor Azul", Mister Green ou "Senhor Verde", Mister Grey ou "Senhor Cinza" e Mister Brown ou "Senhor Marrom" - e se disfarçam com bigodes falsos, óculos e chapéus), sequestram uma composição do metrô (identificada pela estação e horário que partiu, ou seja, Pelham 123).
Enquanto isso, o entediado tenente Zachary Garber, responsável pela segurança nas estações, apresenta o centro de controle de operações para um grupo de funcionários do metrô de Tóquio. Esse trabalho é interrompido pelo anúncio do sequestro dado por rádio pelo Senhor Blue (um mercenário inglês) que pede 1 milhão de dólares para libertar um grupo de passageiros que mantém cativo em um dos vagões. Ele ameaça matar os passageiros se não receber o dinheiro exatamente em uma hora. As autoridades percebem que o homem não está a brincar, quando chega a notícia da morte de um funcionário do metrô, que fora até o vagão para descobrir o que estava a acontecer.
A partir daí Garber começa as negociações, buscando desesperadamente ganhar tempo e salvar reféns enquanto tenta descobrir o plano de fuga dos bandidos.